# Regnerus Praedinius
Regnerus Praedinius (sinonímia: Reinier Veldman, Reynerus Vinsemius; Winsum, 1510 – Groninga, 18 de abril de 1559) foi um humanista e reformador neerlandês.  Foi reitor de uma escola de latim em Groninga, e grande admirador de Erasmo de Roterdão.  Foi contemporâneo do teólogo e reformador Albert Hardenberg (1510–1574), de quem sofreu grande influência.

## Vida
Bem cedo foi para Groninga, onde estudou na residência da Irmandade da Vida Comum, onde foi companheiro de quarto de Albert Hardenberb, que junto com outros homens liberais, estabeleceu o ambiente de desenvolvimento de Praedinius.  Estudou teologia em Lovaina por volta de 1529, e foi nomeado reitor da Escola de São Martins, em Groninga, pouco antes de 1546, onde ocupou este cargo até a morte.  Foi professor de teologia, enfatizando constantemente a autoridade da Bíblia e vaticinando que a Igreja seria reformada sob as diretrizes do conhecimento.  Embora tivesse alguma simpatia por dois princípios da Reforma, o livre estudo da Bíblia e a justificação somente pela fé, e ainda que estudasse os escritos dos Reformadores, ele permaneceu sob influência de seus mestres Johann Gansfort Wessel e Erasmo, menos atraídos pelos frequentes embates promovidos por Lutero, sendo sempre um espírito prudente e apaixonado, preferindo manter-se em segundo plano e ensinar sem os tumultos da época. Praedinius está enterrado no Martini Kerkhof em Groningen.
Seus maiores discípulos foram David Chytræus, e Joannes Acronius, o qual editou a sua Opera (Basileia, 1563). Embora fosse um apaixonado pela Reforma e profundo admirador de Wessel Gansfort (1419–1489) e de Erasmo, não teve os mesmos ímpetos de Martinho Lutero e preferiu permanecer no anonimato e atuar em segundo plano, ensinando e educando sem um envolvimento direto.